# Stadtbefestigung Vöcklabruck

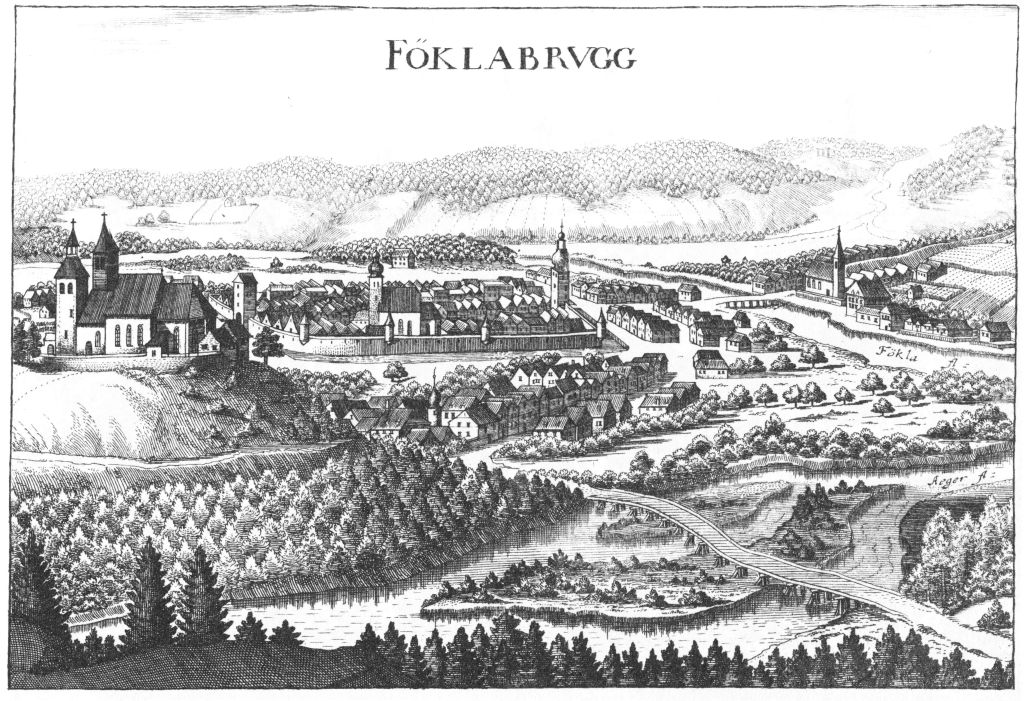
Vöcklabruck nach einem Stich von Georg Matthäus Vischer von 1674

Die Stadtbefestigung Vöcklabruck besteht mit zwei erhaltenen Stadttürmen in der Stadtgemeinde Vöcklabruck im Bezirk Vöcklabruck in Oberösterreich.

## Geschichte
Urkundlich im Jahr 823 erstmals genannt, deren Entstehung wurde für die zweite Hälfte des 8. Jahrhunderts angenommen, thront die Wallfahrtskirche Maria Schöndorf als ehemalige Wehrkirche weithin sichtbar auf einem Hügel über Vöcklabruck.
Im Jahr 1134 kaufte der edelfreie Pilgrim als Besitzer der nahegelegenen Herrschaft Puchheim vom Grafen von Regau die Brücke über die Vöckla (pons Veckelaha) und baute am linken Ufer eine Befestigung mit einem Hospiz für Pilger und Arme und baute ebendort eine kleine kleeblattförmige Kirche hl. Ägydius. Diese Stiftung Pilgrims wurde mit der Großpfarre Schöndorf – seit dem 12. Jahrhundert dem Stift Sankt Florian inkorporiert – vereinigt und der Pfarrhof von Schöndorf in die hierbei entstandene kleine Ansiedlung im linksuferigen Dörfl (villa vecclabrucce) verlegt.
Drittens entstand zwischen den befestigten Schöndorf auf dem Hügel und der Brücke mit dem Dörfl am anderen Ufer die Stadtbefestigung von Vöcklabruck (siehe den Stich von Vischer). Urkundlich wurde 1353 eine Stadt genannt. Eine Jahresangabe zur Stadtbefestigung ist nicht überliefert. In der zweiten Hälfte des 15. Jahrhunderts war der Mauerring weitgehend desolat. Also erteilte 1485 Kaiser Friedrich III. den Befehl, die Befestigungsanlagen wieder instand zu setzen und bewilligte dafür die Einhebung einer Maut. Kaiser Maximilian I. hielt sich wie sein Reise-Itinerar und mehrere Urkunden zeigen häufig in Vöcklabruck auf. 1494 richtete er in der Stadt das Aufschlagamt zur Einhebung einer Steuer für die Ausfuhr von Wein ein. Das Amt erhielt ein Haus beim Oberen Stadtturm und für seine Aufenthalte stand dieses Haus ihm zur Verfügung.

## Stadtmauer
Die Stadtmauer war etwa 5 m hoch, der Wehrgang war etwa 2 m breit, außerhalb der Mauer befand sich ein etwa 4 m breiter Wassergraben. Im 19. Jahrhundert kam es zur Abtragung der Stadtmauer und zur Auffüllung des Stadtgrabens. Der Verlauf der Ummauerung ist noch an den angrenzenden Straßen ersichtlich. An historische bedeutenden Stellen sind heute Schautafeln und Erzählungen angebracht.

## Stadttürme

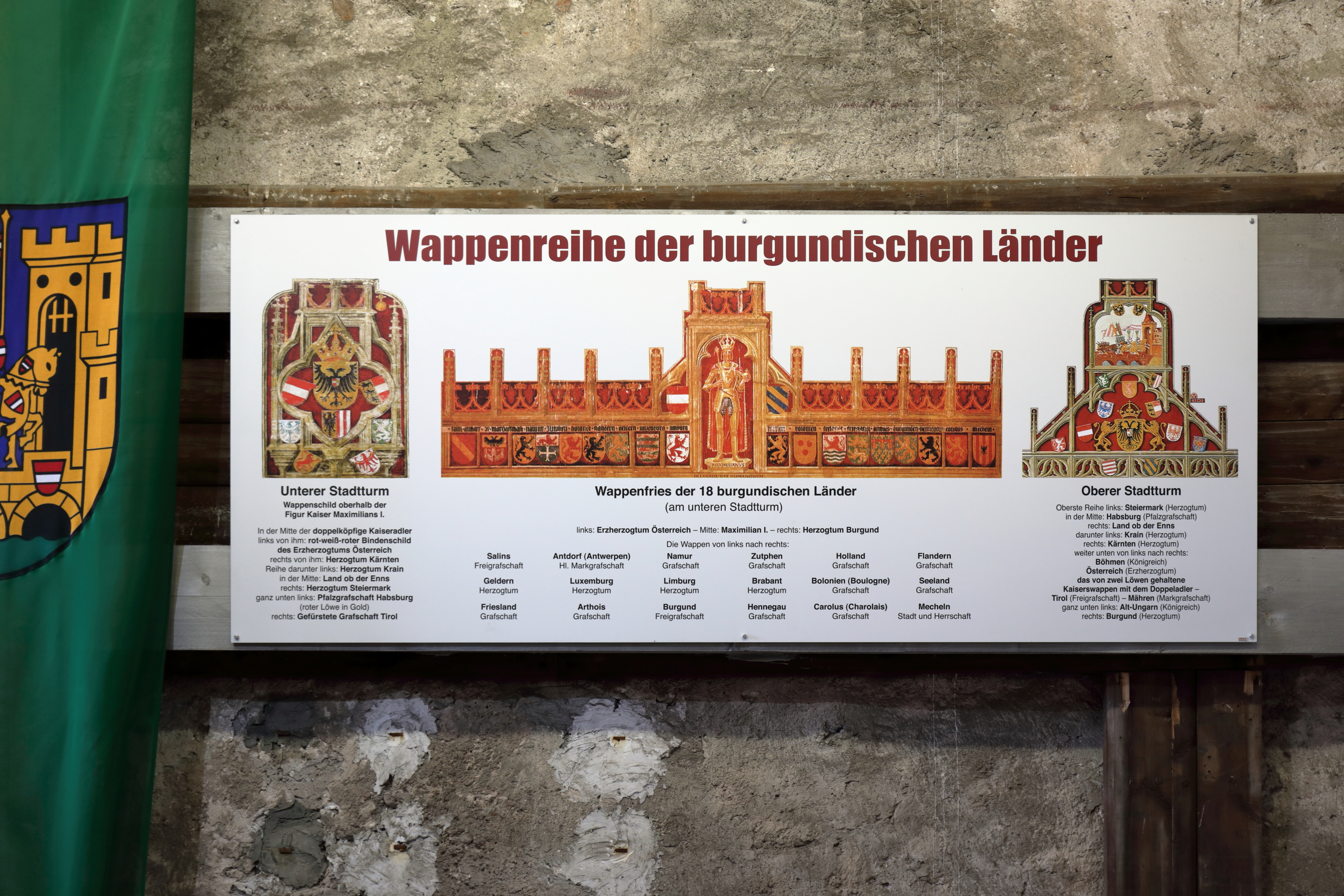
Beschreibung der Fresken

Die Stadttürme Vöcklabruck stehen am nördlichen und südlichen Ende des Stadtplatzes.
Die beiden wehrhaften Türme wurden im 15. Jahrhundert erbaut. Sie schließen den Stadtplatz ab. Wie man an dem Stich von Georg Matthäus Vischer von 1674 sehen kann, waren sie in die Stadtmauer von Vöcklabruck eingebunden. Ursprünglich waren sie mit Zugbrücke, Fallgitter und Pechnase versehen. In beiden Torbögen sind heute noch die Umlenkrollen der Zugtore, die Schlitze für die Fallgitter und die Ausnehmungen zur Aufnahme der Zugbrücke zu sehen.

### Oberer Stadtturm
Der Obere Turm (⊙) im Südwesten des Stadtplatzes schützte die Ausfahrt in Richtung Salzburg. An der Stadtaußenseite (Südwesten) befinden sich die Wappen der österreichischen Erbländer, darüber das Vöcklabrucker Stadtwappen aus dem Jahre 1503. Die Fassadenmalerei stellt Ritter im Harnisch dar, die auf ihren Streitrössern durch das Tor in die Stadt reiten und entspricht dem Stadtwappen, allerdings mit Unterschieden: auf der Malerei folgen vier Standartenträger zu Pferd und fünf Musketenträger zu Fuß – diese beiden Elemente fehlen im heutigen Stadtwappen, das dafür wiederum drei Bindenschilde an der Brücke zeigt, die in der Malerei nicht vorhanden sind. Die Fresken wurden 1502 von dem Hofmaler Jörg Kolderer gestaltet. Das Schindeldach und das Glockenspiel wurden 1981 renoviert.

### Unterer Stadtturm
Der Untere Turm schützte die Straße Richtung Linz.
An der Außenseite (⊙) ist Kaiser Maximilian I. mit Harnisch, Mantel und Krönungsinsignien des Heiligen Römischen Reiches dargestellt. An den Seiten sieht man die 18 Wappen der burgundischen Länder. Darüber befindet sich ein Schild mit dem Doppeladler, umgeben von den Wappen der Erblande. An der zum Stadtplatz weisenden Fassade befindet sich ein freskales Kriegerdenkmal von Rudolf Steinbüchler aus dem Jahre 1932. Dieser Turm wurde 1580 um ein Geschoß erhöht und mit einer Turmlaterne versehen, auf der das Stadtwappen als Windfahne angebracht ist. Dieser Turm wurde als Gefängnis verwendet.